# Exploatarea excesivă

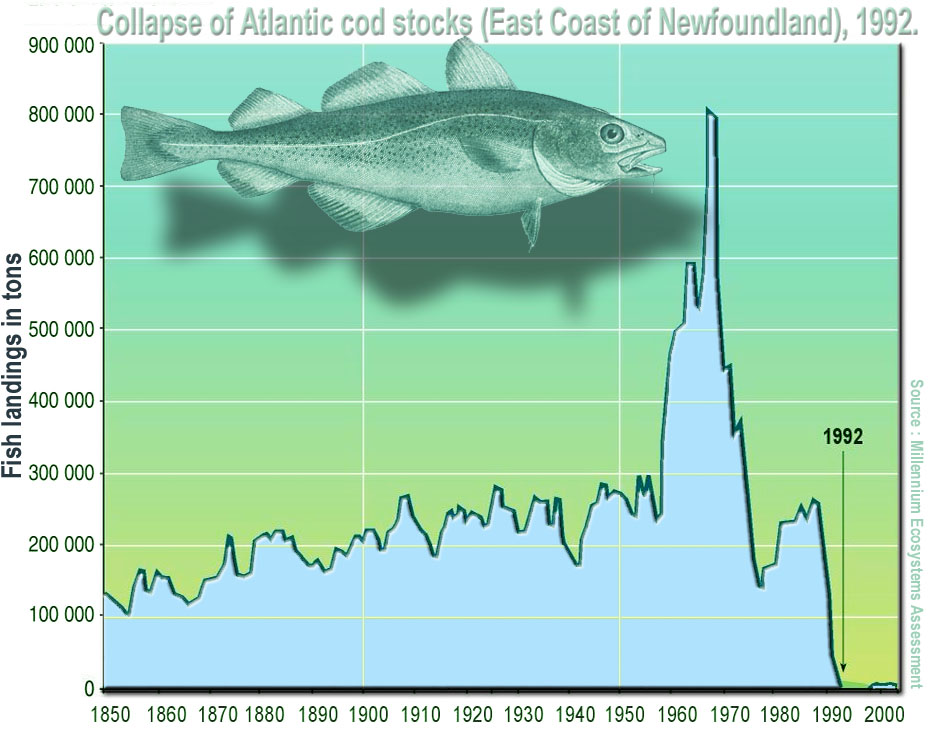
Stocurile de cod din Atlantic au fost sever supraexploatate în anii 1970 și 1980, ducând la dispariția bruscă a acestora în 1992.

Exploatarea excesivă, cunoscută și sub denumirea de recoltare excesivă, se referă la colectarea unei resurse regenerabile, până se ajunge la diminuarea procesului de producție. Practicarea continuă a acestei activități are drept rezultat distrugerea resurselor. Termenul de exploatare excesivă este folosit atunci când vorbim de resursele naturale, cum ar fi: plantele medicinale sălbatice, pășunile, fondurile cinegetice, stocurile de pește, pădurile și acviferele.
În ecologie, recoltarea excesivă se află în topul celor 5 activități care au un efect negativ asupra biodiversității. Ecologiștii folosesc termenul dat pentru a descrie speciile care sunt recoltate într-un ritm nesustenabil, ținându-se cont de rata de mortalitate și capacitatea de reproducere. Acest lucru poate duce la dispariția lor, atât la nivel de populație, cât și la dispariția unei specii întregi. În biologia conservării, termenul este, de obicei, folosit în contextul activității economice umane, care implică recoltarea resurselor biologice sau a anumitor organisme, într-un număr mai mare decât poate suporta populația lor.. Noțiunea dată este, de asemenea, folosită și definită oarecum diferit în domeniul pescuitului, hidrologiei și gestionarea resurselor naturale.
Exploatarea excesivă poate duce la distrugerea resurselor, inclusiv la extincția lor. Cu toate acestea, este posibil ca exploatarea excesivă să aibă un caracter durabil, așa cum este menționat în secțiunea de mai jos, privind pescuitul. În contextul acestei activități, în loc de exploatarea excesivă se poate folosi noțiunea de pescuit excesiv, la fel ca supra-pășunatul pentru gestionarea stocurilor, supra-exploatarea forestieră pentru gestionarea pădurilor, schematizarea hidrodinamică a sistemului acvifer în loc de gestionarea acestuia și specii pe cale de dispariție în cazul monitorizării speciilor. Exploatarea excesivă nu este o activitate specifică numai omului. O altă amenințare este exercitată de către prădători si erbivore, care pot supravalorifica flora și fauna locală.

## Istoric

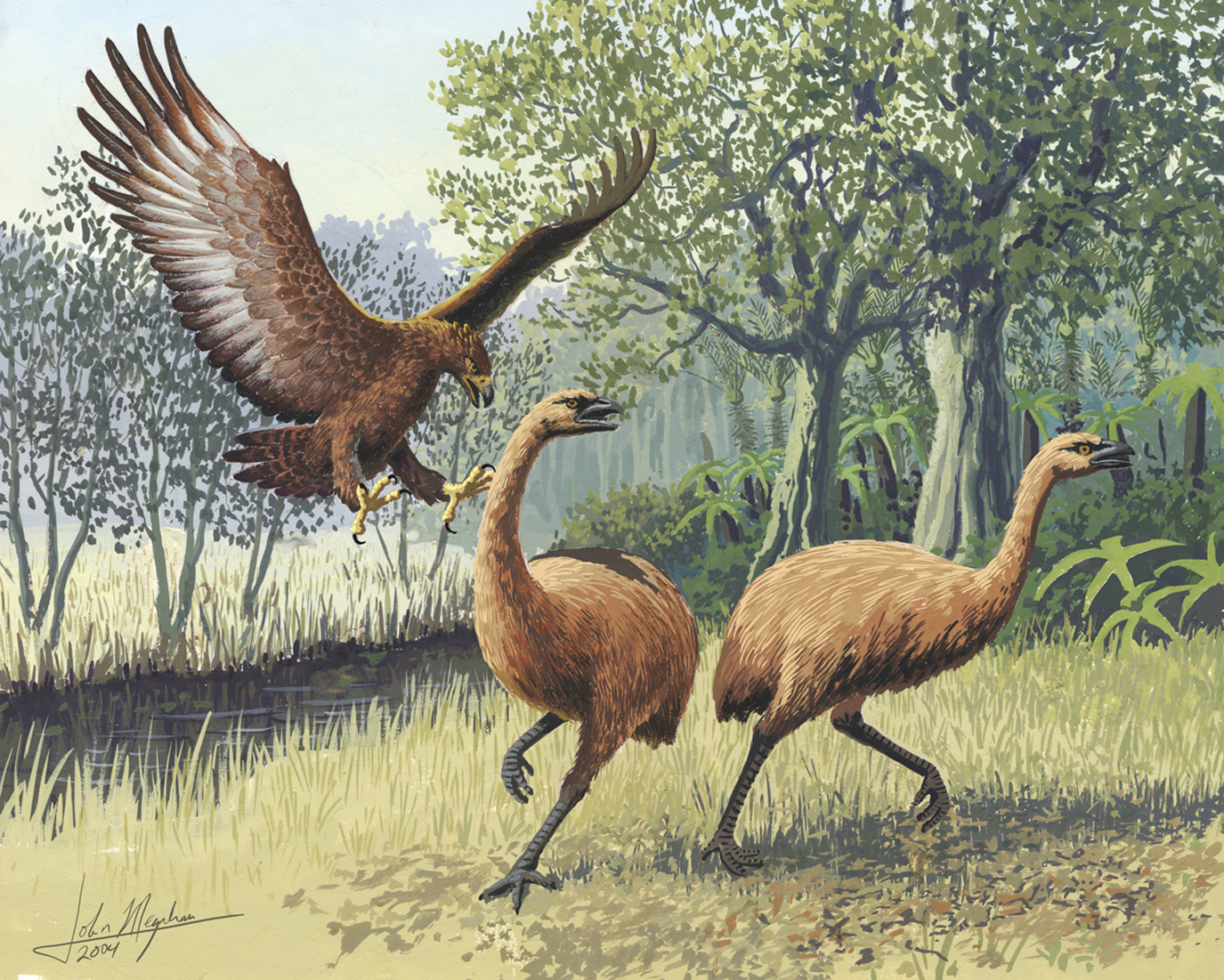
Când păsările uriașe nezburătoare moa au fost supraexploatate până la dispariție, prădătorul lor, vulturul uriaș Haast, a ajuns să fie amenințat de exținctie.

Preocuparea cu privire la exploatarea în exces este relativ recentă, deși procesul în sine nu constituie un fenomen nou. În realitate, acesta a fost observat de milenii. De exemplu, pelerinele ceremoniale purtate de regii hawaieni erau realizate din penele păsărilor mamo; o singură mantie necesita penele a 70.000 de păsări ale acestei specii, dispărute în prezent. Dodo, păsările nezburătoare din Mauritius, reprezintă un alt exemplu binecunoscut de recoltare excesivă. Asemeni multor specii insulare, pasărea Dodo a fost naivă în ceea ce privește comportamentul anumitor prădători, permițându-le oamenilor să se apropie și să o omoare cu ușurință .
Din cele mai vechi timpuri, vânătoarea a fost una dintre principalele îndeletniciri umane, folosită ca modalitate de supraviețuire. Există o întreagă istorie a exploatării excesive, cunoscută sub denumirea de vânat în exces. Ipoteza exagerării (evenimente de extincție cuaternară) explică de ce extincțiile megafaunice au avut loc într-o perioadă de timp relativ scurtă. Acest lucru poate fi identificat odată cu migrația umană. Cea mai convingătoare dovadă a teoriei este că 80% dintre speciile mari de mamifere nord-americane au dispărut în decurs de 1000 de ani odată cu sosirea oamenilor pe continentele emisferei vestice . Cea mai rapidă extincție înregistrată vreodată în megafaună a avut loc în Noua Zeelandă, unde până în 1500 d.Hr., la doar 200 de ani de la stabilirea insulelor, zece specii de păsări gigant moa au fost vânate până la dispariție de către poporul maori . Un al doilea val de dispariții a avut loc mai târziu, odată cu colonizarea europeană.

Recent, exploatarea în exces a dus la apariția treptată a conceptelor de sustenabilitate și dezvoltare durabilă, care, la rândul lor, s-au bazat pe alte concepte, cum ar fi, randamentul durabil, eco-dezvoltarea   și ecologia profundă  .

## Prezentare generală
Exploatarea în exces nu conduce neapărat la distrugerea resurselor și nici nu are un caracter sustenabil. Cu toate acestea, epuizarea numărului sau a cantității resurselor poate schimba calitatea acestora. De exemplu, Palmierul cu frunze rotunde  este o specie sălbatică găsită în Asia de Sud-Est. Frunzele sale sunt utilizate pentru acoperișurile de paie și pentru ambalarea alimentelor, iar recoltarea excesivă a dus la mărirea frunzelor sale.

## Tragedia comunelor
În 1968, revista Science a publicat un articol scris de Garrett Hardin, intitulat „Tragedia bunurilor comune”. Acesta ilustrează parabola pe care William Forster Lloyd a publicat-o în 1833 pentru a explica modul în care indivizii care acționează în interes propriu pot supravalorifica și distruge o resursă pe care o împărtășesc cu ceilalți .  Lloyd a descris o situație ipotetică, bazată pe noțiunea de proprietate în epoca medievală din Europa. Astfel, păstorii împărtășesc terenuri comune pe care fiecare are dreptul să-și pască vacile. În articolul lui Hardin se menționează faptul că este în interesul fiecărui păstor să pască fiecare vacă nou-venită pe terenul comun, chiar dacă se depășește capacitatea de încărcare a comunei, ceea ce dăunează bunului comun pentru toți păstorii. Cel interesat se bucură de avantajul de a avea o vacă în plus, în timp ce ceilalți păstori împărtășesc daunele comune. Cu toate acestea, toți păstorii ajung la aceeași decizie rațională de a cumpăra mai multe vaci și de a le paște pe terenul comun, chiar dacă, în cele din urmă, acest lucru duce la diminuarea noțiunii de bun comun. Hardin conclude:
În acest fapt constă tragedia. Fiecare om este închis într-un sistem care îl obligă să-și mărească turma fără limite - într-o lume limitată. Ruina este destinația către care se grăbesc toți oamenii, fiecare urmărindu-și propriul interes pentru o societate care crede în libertatea bunurilor comune. Libertatea în comun aduce, de fapt, declinul tuturor . :1244
În eseul său, Hardin dezvoltă această temă, prezentând numeroase exemple de comune din zilele noastre, cum ar fi parcurile naționale, atmosfera, oceanele, râurile și stocurile de pești. Cea din urmă categorie i-a determinat pe unii să numească acest lucru „tragedia pescarilor”. Una dintre temele majore dezvoltate în eseu este sporirea populației Pământului, care atenționează asupra faptului că resursele limitate ale Pământului constituie, de fapt și de drept, bunul comun.
Tragedia bunurilor comune are rădăcini intelectuale care datează de pe vremea lui Aristotel, cel care a remarcat că „a tot ceea ce este folosit în comun de către un număr mai mare de indivizi, i se acordă cea mai puțină atenție” , a lui Hobbes și a Leviatanului său, monstrul biblic marin care apare în Tanakh sau în Vechiul Testament. Opusul tragediei bunurilor comune este uneori denumit tragedia anticomunelor: o situație în care indivizii raționali, acționând separat, risipesc în mod colectiv o resursă dată, subutilizând-o.
Tragedia bunurilor comune poate fi evitată dacă este reglementată corespunzător. Folosirea „bunurilor comune” de către Hardin a fost adesea înțeleasă greșit, determinându-l pe acesta să remarce ulterior că ar fi trebuit să-și intituleze opera „Tragedia comunelor nereglementate”.

## Pescării

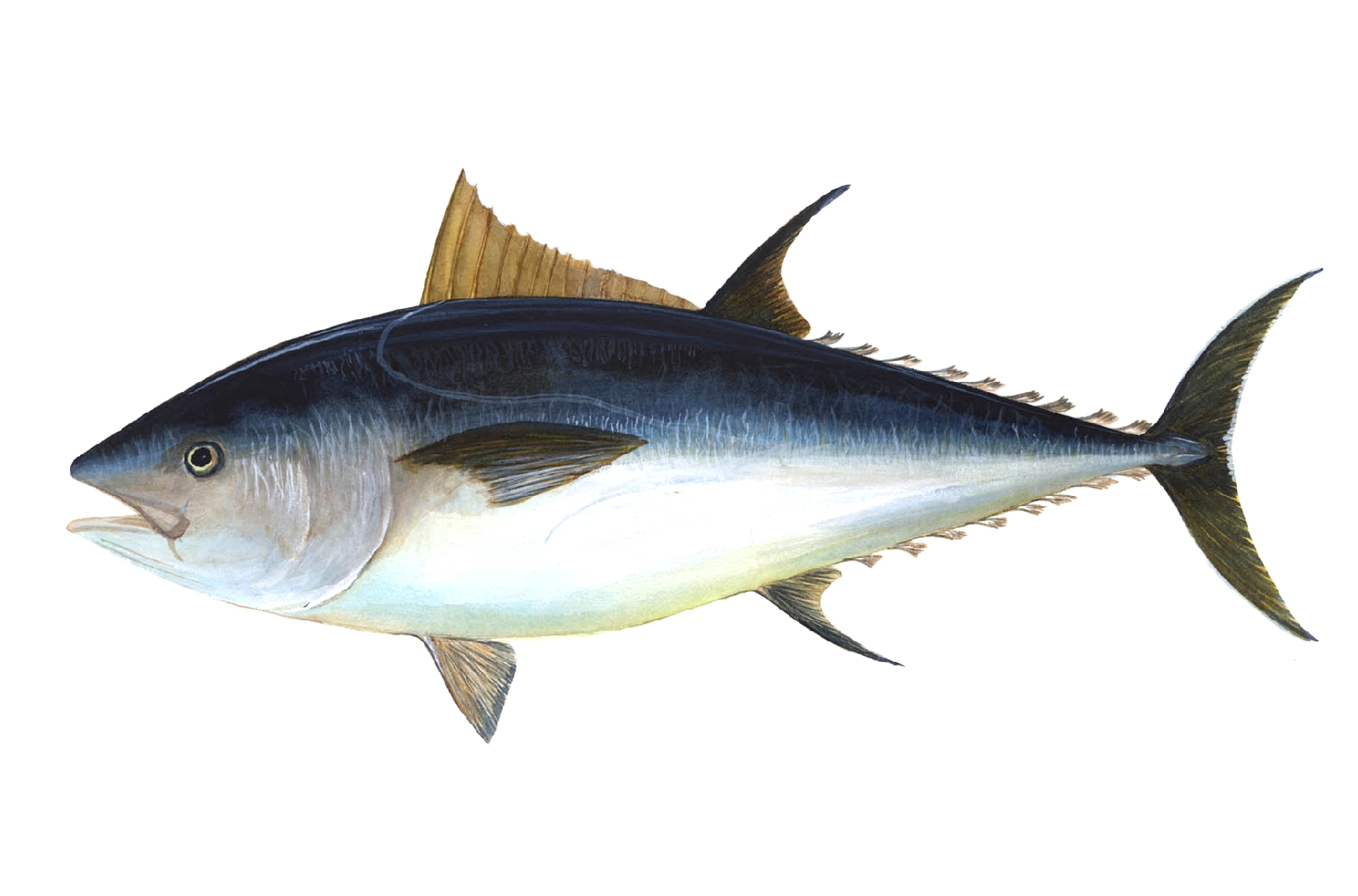
Tonul roșu din Atlantic este în prezent tot mai mult supraexploatat. Oamenii de știință spun că 7.500 de tone anual este limita acceptabilă, dar, în ciuda acestui fapt, industria pescuitului continuă să recolteze 60.000 de tone.

În pescuitul sălbatic, exploatarea excesivă sau pescuitul excesiv are loc atunci când un stoc de pește este pescuit „în ritmul în care, în medie, ar sprijini randamentul maxim pe un termen de lungă durată al pescăriei”. Cu toate acestea, exploatarea excesivă poate avea un caracter continuu, cu efecte minime asupra mediului.
Când industria pescuitului începe să recolteze pești dintr-un stoc neexploatat anterior, biomasa stocului de pește va scădea, deoarece recoltarea în sine înseamnă că peștii sunt colectați. Pentru a asigura durabilitatea acestora, rata la care peștii refac biomasa prin reproducere, trebuie să echilibreze rata la care sunt pescuiți. Dacă rata de pescuire este ridicată, atunci biomasa stocului va scădea în continuare. Astfel, la un moment dat, se va atinge randamentul maxim de recoltă care poate fi susținut, iar încercările ulterioare de creștere a ratei de recoltare vor duce la dispariția pescăriilor. Acest punct este numit randamentul maxim durabil și, pus în practică, se manifestă, de obicei, atunci când peștele este pescuit până la aproximativ 30% din biomasa pe care o avea înainte de a începe activitatea.
Este posibil să se pescuiască stocul, să zicem, până la 15% din biomasa pre-recoltată, și apoi să se ajusteze rata de recoltare, astfel încât biomasa să rămână la același nivel ca la început. În acest caz, pescuitul are un caracter durabil, dar este în continuare supraexploatat, deoarece stocul a fost redus până la punctul în care randamentul durabil este mai mic decât a fost preconizat.
Se spune că numărul stocurilor de pește se poate reduce brusc în cazul în care biomasa lor scade cu peste 95% din biomasa lor istorică maximă. Stocurile de cod de Atlantic au fost supraexploatate în nenumărate rânduri în anii 1970 și 1980, ducând la dispariția lor bruscă în 1992.  Chiar dacă pescuitul a încetat, stocurile de cod nu au reușit să-și revină. Absența codului în calitate de prădător de vârf în multe zone a dus la apariția cascadelor trofice.
Aproximativ 25% din stocurile de pește la nivel mondial sunt acum supravalorificate până în punctul în care biomasa lor actuală este mai mică în comparație cu nivelul care maximizează randamentul lor durabil. Activitățile de pescuit epuizate se pot recupera adesea dacă presiunea asupra pescuitului este redusă până când biomasa stocului revine la biomasa optimă. Deocamdată, recoltarea poate fi reluată aproape de randamentul maxim durabil.
Tragedia bunurilor comune poate fi evitată în contextul pescuitului în cazul în care cantitatea și practicile pescuitului sunt reglementate în mod corespunzător de managementul pescuitului. O abordare eficientă ar putea fi atribuirea unor măsuri de proprietate sub formă de cote transferabile individuale (ITQ) pentru pescari. În 2008, un studiu realizat pe scară largă în cazul pescuitului, care a folosit ITQ-uri și a celor care nu au făcut acest lucru, a furnizat dovezi puternice că ITQ-urile ajută la prevenirea prăbușirilor și la restabilirea pescăriilor care pare a fi în declin  .

## Resursele de apă

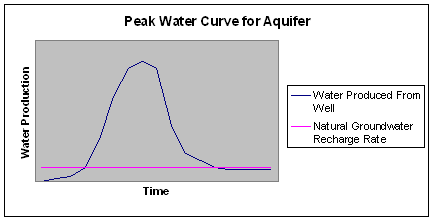
Exploatarea excesivă a apelor subterane dintr-un acvifer poate duce la atingerea nivelului maxim de apă.

Resursele de apă, cum ar fi lacurile și acviferele, constituie, de obicei, resurse regenerabile care se refac în mod natural (termenul de apă fosilă este uneori folosit pentru a descrie acviferele care nu se refac). Exploatarea excesivă are loc dacă o resursă de apă, cum ar fi acviferul Ogallala, este extrasă la o rată care depășește, atât rata de refacere, cât și randamentul practic susținut. Refacerea provine, în mod normal, din cursurile de apă, râuri și lacuri. Se spune că un acvifer care a fost supraexploatat este suprasolicitat sau epuizat. Pădurile îmbunătățesc refacerea acviferelor în unele localități, deși, în general, ele reprezintă o sursă majoră de epuizare a acviferelor  . Acviferele epuizate pot fi poluate cu contaminanți precum nitrații sau pot fi deteriorate în permanență prin afundare sau prin pătrunderea apelor saline din ocean.
Acest lucru determină ca o mare parte din apele subterane și lacurile din lume să devină resurse finite, a căror utilizare atinge apogeul în mod similar cu recoltarea petrolului  . Aceste dezbateri se concentrează, de obicei, în jurul agriculturii și a utilizării apelor suburbane, dar generarea de energie electrică din energie nucleară sau extracția cărbunelui și a nisipurilor de gudron este, de asemenea, intensivă în resursele de apă. O curbă Hubbert modificată se aplică oricărei resurse care poate fi recoltată mai repede decât poate fi înlocuită  . Deși analiza inițială a lui Hubbert nu era valabilă pentru resursele regenerabile, exploatarea lor excesivă poate duce la un punct asemănător cu cel al lui Hubbert. Acest lucru a condus la apariția conceptului nivelul maxim de apă.

## Resurse forestiere

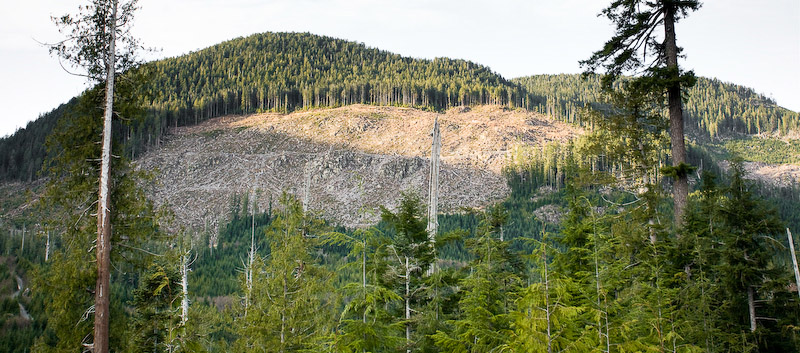
Tăierea excesivă a pădurilor vechi în Canada.

Pădurile sunt supravalorificate atunci când sunt exploatate într-un ritm mai rapid decât are loc reîmpădurirea. Cea din urmă concurează cu alte utilizări ale terenului, cum ar fi producția de alimente, pășunatul animalelor și spațiul de locuit pentru o creștere economică suplimentară. Utilizarea istorică a produselor forestiere, inclusiv a lemnului și a combustibilului, a jucat un rol important în societatea umană, în comparație cu rolul apei și al terenurilor cultivabile. Astăzi, țările dezvoltate continuă să utilizeze cherestea pentru construirea caselor și celuloza pentru hârtie. În țările în curs de dezvoltare, aproape trei miliarde de oameni utilizează lemnul pentru încălzire și pentru gătit. Câștigurile economice pe termen scurt, obținute prin conversia pădurilor în agricultură sau exploatarea excesivă a produselor din lemn, duc, de obicei, la pierderea veniturilor și la productivitatea biologică pe termen lung. Africa de Vest, Madagascar, Asia de Sud-Est și multe alte regiuni au înregistrat venituri mai mici din cauza exploatării excesive și a recoltei de cherestea în scădere .

## Biodiversitatea

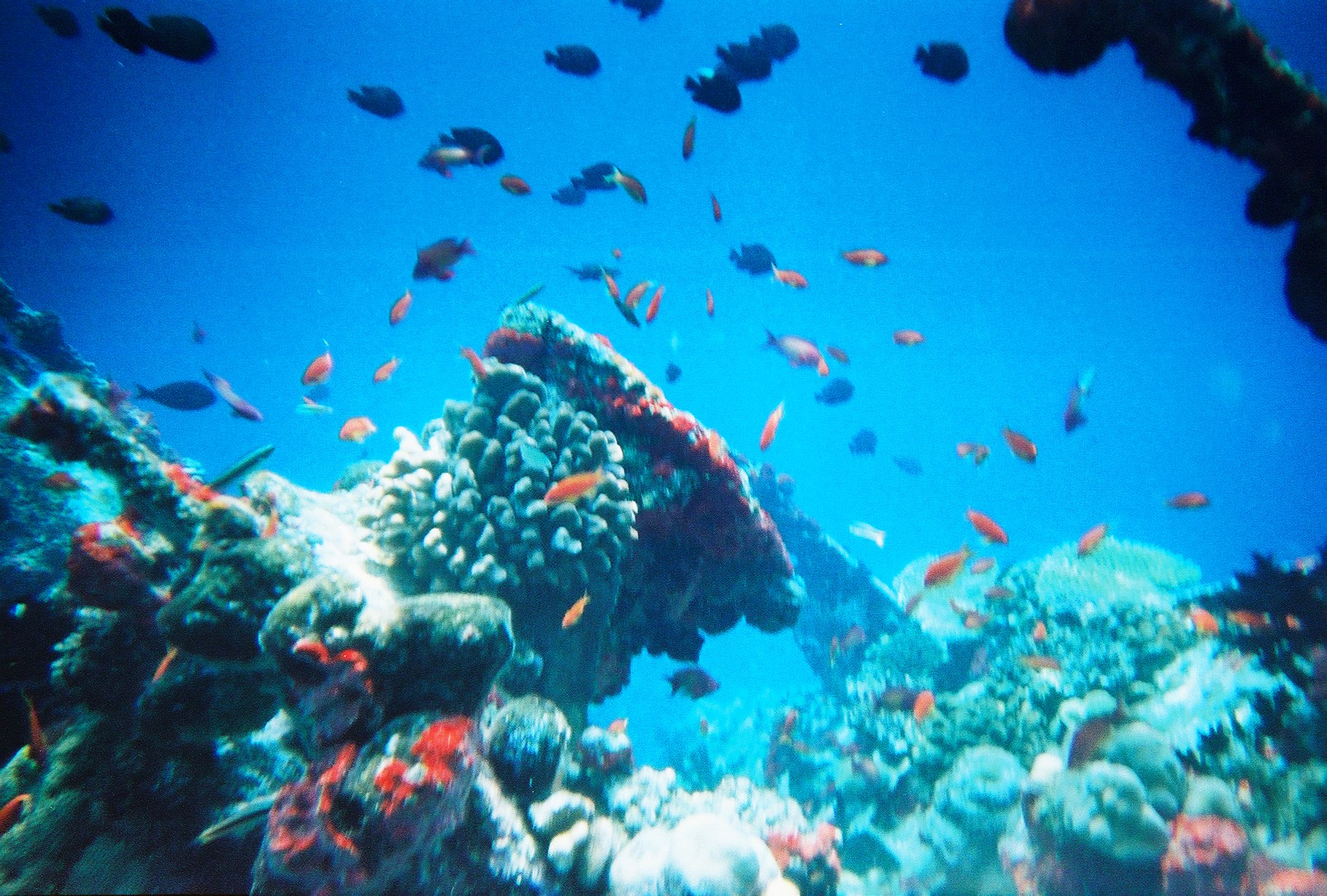
Diversitatea bogată a mediului marin care locuiește în recifele de corali atrage bioprospectori. Multe recife de corali sunt supraexploatate; amenințările includ mineritul coralului, pescuitul cu cianură, cu explozibile și pescuitul excesiv în general.

Exploatarea excesivă este una dintre principalele aspecte care amenință biodiversitatea globală . Printre acestea mai putem enumera poluarea, speciile introduse și invazive, fragmentarea și distrugerea habitatului , hibridizarea necontrolată , încălzirea globală, acidificarea oceanelor  și factorul care stă la baza multora dintre acestea, suprapopularea umană .

Una dintre problemele cheie, care este strâns legată de domeniul sănătății și asociată biodiversității, este descoperirea medicamentelor și disponibilitatea resurselor medicinale . O proporție semnificativă de medicamente o constituie produsele naturale derivate, direct sau indirect, din surse biologice. Ecosistemele marine prezintă un interes deosebit în acest sens . Cu toate acestea, o bioprospecție nereglementată și inadecvată ar putea duce la exploatare excesivă, degradarea ecosistemelor și pierderea biodiversității  .

## Specii pe cale de dispariție

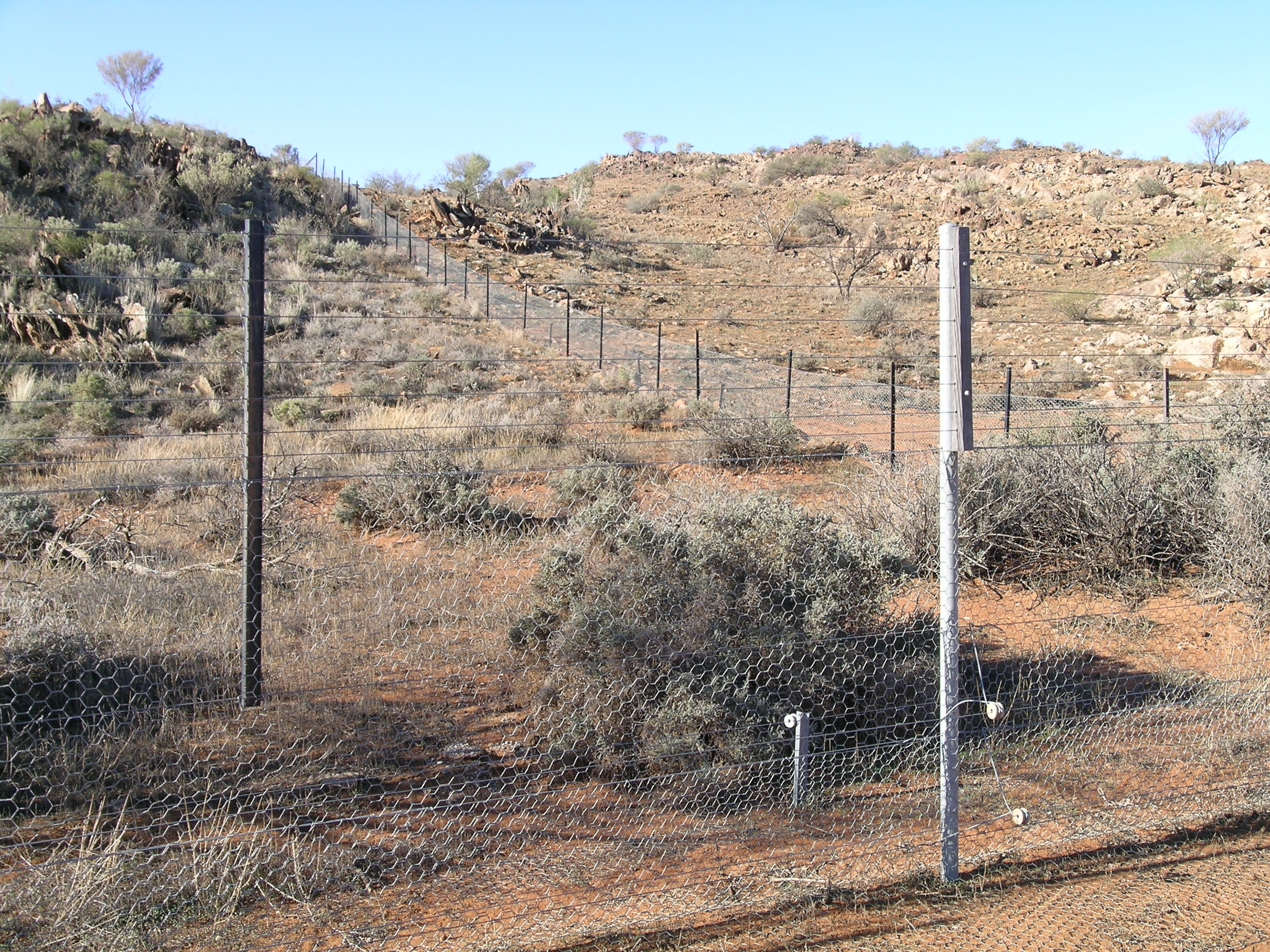
Nu doar oamenii sunt cei care supraexploatează resursele. Pășunatul excesiv poate fi cauzat de fauna nativă, așa cum este ilustrat în partea dreaptă sus. Totuși, exploatarea excesivă umană din trecut (care duce la dispariția unor animale de pradă) poate sta în spatele acestei situații.

Exploatarea excesivă amenință o treime din vertebratele pe cale de dispariție, precum și alte grupuri. Cu excepția peștilor comestibili, comerțul ilegal cu animale sălbatice este evaluat la 10 miliarde de dolari pe an. Industriile responsabile de acest lucru includ comerțul cu carne obținută din vânat, comerțul cu medicina chinezească și comerțul cu blănuri . Convenția pentru comerțul internațional cu specii pe cale de dispariție a faunei și a florei sălbatice sau CITES a fost instituită pentru a controla și a reglementa comerțul cu animale pe cale de dispariție. În prezent, aceasta protejează, într-un grad diferit, aproximativ 33.000 de specii de animale și plante. Se estimează că un sfert dintre vertebratele din Statele Unite ale Americii și jumătate din mamiferele aflate pe cale de dispariție sunt amenințate de o exploatare excesivă .
Toate organismele vii necesită resurse pentru a supraviețui. Exploatarea excesivă a acestor resurse pe perioade îndelungate poate epuiza stocurile naturale până la punctul în care acestea nu sunt în măsură să se refacă într-un interval scurt de timp. Oamenii au recoltat întotdeauna alimente și alte resurse de care au avut nevoie pentru a supraviețui. Populațiile umane, din punct de vedere istoric, erau reduse, iar metodele de colectare limitate la cantități mici. Cu o creștere exponențială a populației umane, piețele în expansiune și cererea sporită, combinate cu un acces îmbunătățit și tehnici de captare, provoacă exploatarea multor specii dincolo de nivelurile durabile .  În termeni practici, dacă acest fenomen continuă, poate apărea reducerea resurselor valoroase la niveluri atât de scăzute, încât exploatarea lor nu mai este durabilă și poate duce la dispariția unei specii, pe lângă faptul că urmările  asupra ecosistemului sunt dramatice și neașteptate . Exploatarea excesivă se manifestă destul de rapid  pe măsură ce piețele se deschid, folosind resurse neexploatate anterior sau specii utilizate local.

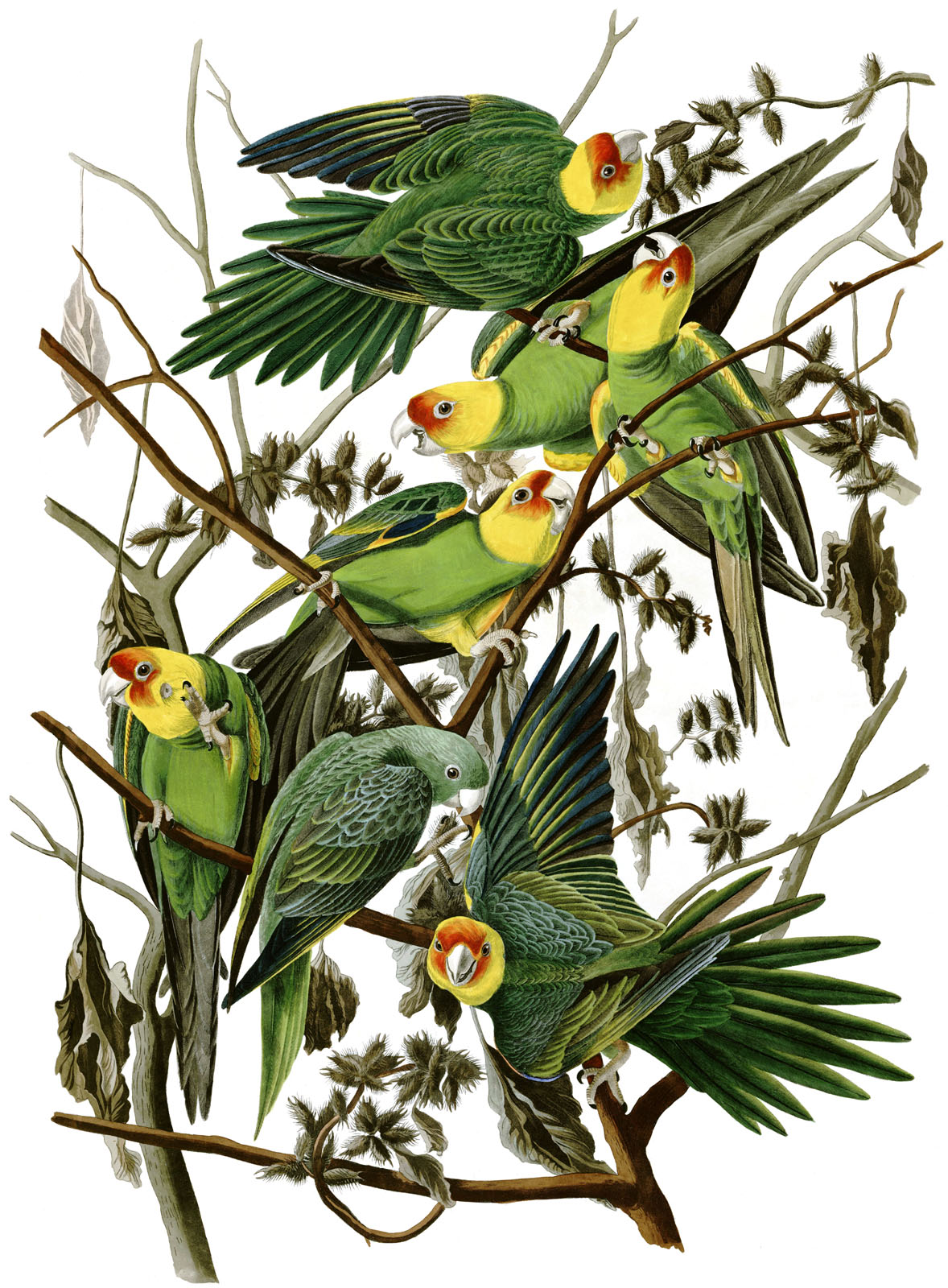
Papagalul Carolina a fost vânat până când a dispărut.

Astăzi, exploatarea excesivă și utilizarea abuzivă a resurselor naturale reprezintă o amenințare permanentă pentru înmulțirea  speciilor. Acest lucru iese în evidență atunci când privim ecologia unei insule și speciile care se află acolo, deoarece insulele pot fi privite drept lumea în miniatură. Populațiile endemice insulare sunt mai predispuse la dispariție din cauza supraexploatării, deoarece acestea se găsesc  adesea la densități reduse, cu rate scăzute  de reproducere . Un bun exemplu în acest sens sunt melcii insulelor, cum ar fi Achatinella hawaiană și Partula polineziană franceză. Melcii achatinelini au 15 specii listate ca dispărute și 24 pe cale critică de dispariție , în  timp ce 60 de specii de partulidae sunt considerate dispărute, iar 14 sunt listate ca fiind pe cale de dispariție  . WCMC sau Centrul de monitorizare a conservării mondiale a programului ONU a atribuit o colectare excesivă și o fertilitate foarte redusă pe durata vieții pentru vulnerabilitatea extremă prezentată în rândul acestor specii .
Un alt exemplu ar fi situația în care  umilul arici a fost introdus pe insula scoțiană Uist și astfel populația s-a extins foarte mult și a consumat și a supravalorificat ouă de păsări de țărm, cu consecințe drastice pentru succesul lor de reproducere. Douăsprezece specii de avifaună sunt afectate, unele specii fiind reduse cu 39% .
Acolo unde există migrație umană considerabilă, tulburări în rândul populației civile sau război, este posibil să nu mai existe control. Odată cu tulburările civile, de exemplu în Congo și Rwanda, armele de foc devin obișnuite, iar criza rețelelor de distribuție a alimentelor în astfel de țări determină defavorizarea resurselor mediului natural. Animalele sunt ucise ca practică a țintei, sau pur și simplu pentru a sfida guvernul. Populațiile de primate mari, cum ar fi gorilele și cimpanzeii, ungulate și alte mamifere, pot fi reduse cu 80% sau mai mult prin vânătoare, iar anumite specii pot fi eliminate cu totul. Acest declin a fost numit criza cărnii de vânat.
Per ansamblu, 50 de specii de păsări care au dispărut de la 1500 (aproximativ 40% din totalul existent) au fost supuse supraexploatării  incluzând:
- Great Auk - pasărea asemănătoare unui pinguin din nord, a fost vânată pentru pene, carne, grăsime și ulei.
- Papagalul Carolina - Singura specie de papagal originară din estul Statelor Unite, a fost vânată pentru protecția culturilor și a penelor sale.

Alte specii afectate de exploatarea excesivă sunt:
- Comerțul internațional cu blană: chinchilla, vicuña, vidra uriașă și numeroase specii de pisici.
- Colectoare de insecte: fluturi.
- Horticultori: vâsc din Noua Zeelandă (Trilepidia adamsii), orhidee, cactuși și multe alte specii de plante.
- Colectoare de scoici: moluște marine.
- Pasionații de acvariu: pești tropicali.
- Medicină chinezească: urși, tigri, rinoceri, cai de mare, urs negru asiatic și antilopă saiga [54].
- Animale noi de companie : șerpi, papagali, primate și pisici mari.

## Efecte cascadă

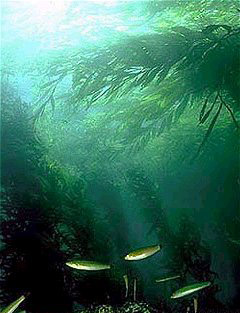
Exploatarea excesivă a vidrelor de mare a cauzat efecte la nivelul cascadelor, care au distrus ecosistemele populațiilor de alge.

Exploatarea excesivă a speciilor poate duce la efectul de domino sau cel de cascadă. Acest lucru se poate întâmpla în special dacă, prin exploatarea excesivă, un habitat își pierde prădătorul alfa. Prin pierderea acestuia, poate apărea o creștere dramatică a speciilor amenințate de prădător. La rândul său, prada poate supraexploata propriile resurse de hrană până când numărul rezervelor scade, posibil până la dispariție.
Un exemplu clasic al efectului în cascadă este cel al vidrei de mare. Începând încă dinainte de  secolul al XVII-lea, vidrele de mare erau vânate treptat până în 1911 pentru blănurile lor extrem de calde și valoroase, care pot ajunge și până la 2500 de dolari americani. Această extincție a provocat efectul de cascadă în ecosistemele pădurilor de alge de-a lungul coastei Pacificului din America de Nord .
Una dintre sursele principale de hrană a vidrelor este ariciul de mare. Când vânătorii au cauzat scăderea populațiilor de vidre de mare, a avut loc o creștere a numărului de arici de mare. Ariciul de mare a supraexploatat apoi sursa lor principală de hrană, algele, dând naștere la niste zone sterpe, zone de pe fundul mării lipsite de alge, dar populate de arici. Nemaiavând mâncare, ariciul de mare a devenit și el pe cale de dispariție la nivel local. De asemenea, din moment ce ecosistemele forestiere de alge sunt locuințe pentru multe alte specii, pierderea algelor a provocat alte efecte de cascadă ale extincțiilor secundare .

În 1911, când un singur grup de 32 de vidre de mare a supraviețuit într-un golf îndepărtat, a fost semnat un tratat internațional pentru a preveni o altă exploatarea a vidrelor de mare. Sub protecție strictă, vidrele s-au înmulțit și au repopulat zonele deficitare, care s-au recuperat încetul cu încetul. În ultima vreme, odată cu scăderea numărului de stocuri de pești, din același motiv, cel al exploatării excesive, balenele ucigașe au experimentat o penurie de hrană și au fost observate hrănindu-se cu vidre de mare, reducând din nou numărul acestora .
1. 1 2  Kenneth T. Frank; Brian Petrie; Jae S. Choi; William C. Leggett (2005). „Trophic Cascades in a Formerly Cod-Dominated Ecosystem”. Science. 308 (5728): 1621–1623. Bibcode:2005Sci...308.1621F. doi:10.1126/science.1113075. PMID 15947186.
2. 1 2 3  Wilcove, D. S.; Rothstein, D.; Dubow, J.; Phillips, A.; Losos, E. (1998). „Quantifying threats to imperiled species in the United States” (PDF). BioScience. 48 (8): 607–615. doi:10.2307/1313420. JSTOR 1313420. Arhivat din original (PDF) la 1 iunie 2016. Accesat în 16 decembrie 2020.
3. ↑  Oxford. (1996). Oxford Dictionary of Biology. Oxford University Press.
4. 1 2  Holdaway, R. N.; Jacomb, C. (2000). „Rapid Extinction of the Moas (Aves: Dinornithiformes): Model, Test, and Implications” (PDF). Science. 287 (5461): 2250–2254. Bibcode:2000Sci...287.2250H. doi:10.1126/science.287.5461.2250. PMID 10731144. Arhivat din original (PDF) la 27 mai 2013.
5. ↑  Tennyson, A.; Martinson, P. (2006). Extinct Birds of New Zealand. Wellington, New Zealand: Te Papa Press. ISBN 978-0-909010-21-8.
6. ↑  Fryer, Jonathan (14 septembrie 2002). „Bringing the dodo back to life”. BBC News. Accesat în 7 septembrie 2006.
7. ↑  Paul S. Martin
8. ↑  Larkin, P. A. (1977). „An epitaph for the concept of maximum sustained yield”. Transactions of the American Fisheries Society. 106 (1): 1–11. doi:10.1577/1548-8659(1977)106<1:AEFTCO>2.0.CO;2.
9. ↑  Lubchenco, J. (1991). „The Sustainable Biosphere Initiative: An ecological research agenda”. Ecology. 72 (2): 371–412. doi:10.2307/2937183. JSTOR 2937183.
10. ↑  Lee, K. N. (2001). „Sustainability, concept and practice of”.  În Levin, S. A. Encyclopedia of Biodiversity. 5. San Diego, CA: Academic Press. pp. 553–568. ISBN 978-0-12-226864-9.
11. ↑  Naess, A. (1986). „Intrinsic value: Will the defenders of nature please rise?”.  În Soulé, M. E. Conservation Biology: The Science of Scarcity and Diversity. Sunderland, MA: Sinauer Associates. pp. 153–181. ISBN 978-0-87893-794-3.
12. ↑  Sessions, G., ed. (1995). Deep Ecology for the 21st Century: Readings on the Philosophy and Practice of the New Environmentalism. Boston: Shambala Books. ISBN 978-1-57062-049-2.
13. 1 2  Hardin, Garrett (1968). „The Tragedy of the Commons”. Science. 162 (3859): 1243–1248. Bibcode:1968Sci...162.1243H. doi:10.1126/science.162.3859.1243. PMID 5699198. Also available at http://www.garretthardinsociety.org/articles/art_tragedy_of_the_commons.html.
14. ↑  Lloyd, William Forster (1833). Two Lectures on the Checks to Population. Oxford University. Accesat în 13 martie 2016.
15. ↑  Bowles, Samuel (2004). Microeconomics: Behavior, Institutions, and Evolution. Princeton University Press. pp. 27–29. ISBN 978-0-691-09163-1.
16. ↑  Ostrom, E. (1992). „The rudiments of a theory of the origins, survival, and performance of common-property institutions”.  În Bromley, D. W. Making the Commons Work: Theory, Practice and Policy. San Francisco: ICS Press.
17. ↑  Feeny, D.;  et al. (1990). „The Tragedy of the Commons: Twenty-two years later”. Human Ecology. 18 (1): 1–19. doi:10.1007/BF00889070. PMID 12316894.
18. ↑  „Will commons sense dawn again in time?”. The Japan Times Online.
19. ↑  NOAA: FishWatch glossary Retrieved 2 February 2010.
20. ↑  [Source?]
21. ↑  Bolden, E.G., Robinson, W.L. (1999), Wildlife ecology and management 4th ed. Prentice-Hall, Inc. Upper Saddle River, NJ. ISBN: 0-13-840422-4
22. ↑  Grafton, RQ; Kompas, T; Hilborn, RW (2007). „Economics of Overexploitation Revisited”. Science. 318 (5856): 1601. Bibcode:2007Sci...318.1601G. doi:10.1126/science.1146017. PMID 18063793.
23. ↑  Rosenberg, AA (2003). „Managing to the margins: the overexploitation of fisheries”. Frontiers in Ecology and the Environment. 1 (2): 102–106. doi:10.1890/1540-9295(2003)001[0102:MTTMTO]2.0.CO;2.
24. ↑  New Scientist: Guaranteed fish quotas halt commercial free-for-all
25. ↑  A Rising Tide: Scientists find proof that privatising fishing stocks can avert a disaster The Economist, 18th Sept, 2008.
26. 1 2  Meena Palaniappan; Peter H. Gleick (2008). „The World's Water 2008-2009, Ch 1” (PDF). Pacific Institute. Arhivat din original (PDF) la 20 martie 2009. Accesat în 31 ianuarie 2009.
27. ↑  „Underlying Causes of Deforestation: UN Report”. Arhivat din original la 11 aprilie 2001.
28. ↑  Conrad, C. (21 iunie 2008). „Forests of eucalyptus shadowed by questions”. Arizona Daily Star. Arhivat din original la 6 decembrie 2008. Accesat în 7 februarie 2010.
29. ↑  „World's largest aquifer going dry”. U.S. Water News Online. februarie 2006. Arhivat din original la 13 septembrie 2006. Accesat în 30 decembrie 2010.
30. ↑  Larsen, J. (7 aprilie 2005). „Disappearing Lakes, Shrinking Seas: Selected Examples”. Earth Policy Institute. Arhivat din original la 3 septembrie 2006. Accesat în 26 ianuarie 2009.
31. ↑  http://atlas.aaas.org/pdf/63-66.pdf Arhivat în 24 iulie 2011, la Wayback Machine. Forest Products
32. ↑  „Destruction of Renewable Resources”.
33. ↑  Rhymer, Judith M.; Simberloff, Daniel (1996). „Extinction by Hybridization and Introgression”. Annual Review of Ecology and Systematics. 27: 83–109. doi:10.1146/annurev.ecolsys.27.1.83. JSTOR 2097230.
34. ↑  Kannan, R.; James, D. A. (2009). „Effects of climate change on global biodiversity: a review of key literature” (PDF). Tropical Ecology. 50 (1): 31–39. ISSN 0564-3295. Accesat în 21 mai 2014.
35. ↑  Mora, C.;  et al. (2013). „Biotic and Human Vulnerability to Projected Changes in Ocean Biogeochemistry over the 21st Century”. PLOS Biology. 11 (10): e1001682. doi:10.1371/journal.pbio.1001682. PMC 3797030 . PMID 24143135.
36. ↑  Dumont, E. (2012). „Estimated impact of global population growth on future wilderness extent”. Earth System Dynamics Discussions. 3 (1): 433–452. Bibcode:2012ESDD....3..433D. doi:10.5194/esdd-3-433-2012.
37. ↑  (2006) "Molecular Pharming" GMO Compass Retrieved November 5, 2009, From „Archived copy”. Arhivat din original la 3 mai 2013. Accesat în 4 februarie 2010.
38. ↑  Roopesh, J.;  et al. (2008). „Marine organisms: Potential Source for Drug Discovery” (PDF). Current Science. 94 (3): 292.
39. ↑  Dhillion, S. S.; Svarstad, H.; Amundsen, C.; Bugge, H. C. (septembrie 2002). „Bioprospecting: Effects on Environment and Development”. AMBIO. 31 (6): 491–493. doi:10.1639/0044-7447(2002)031[0491:beoead]2.0.co;2. JSTOR 4315292. PMID 12436849.
40. ↑  Cole, Andrew (2005). „Looking for new compounds in sea is endangering ecosystem”. BMJ. 330 (7504): 1350. doi:10.1136/bmj.330.7504.1350-d. PMC 558324 . PMID 15947392.
41. ↑  „COHAB Initiative - on Natural Products and Medicinal Resources”. Cohabnet.org. Arhivat din original la 25 octombrie 2017. Accesat în 21 iunie 2009.
42. ↑  Hemley 1994.
43. ↑  Primack, R. B. (2002). Essentials of Conservation Biology (ed. 3rd). Sunderland: Sinauer Associates. ISBN 978-0-87893-719-6.
44. ↑  Redford 1992, Fitzgibon et al. 1995, Cuarón 2001.
45. ↑  Frankham, R.; Ballou, J. D.; Briscoe, D. A. (2002). Introduction to Conservation Genetics. New York: Cambridge University Press. ISBN 978-0-521-63014-6.
46. ↑  Dowding, J. E.; Murphy, E. C. (2001). „The Impact of Predation be Introduced Mammals on Endemic Shorebirds in New Zealand: A Conservation Perspective”. Biological Conservation. 99 (1): 47–64. doi:10.1016/S0006-3207(00)00187-7.
47. ↑  „IUCN Red List”. 2003.
48. ↑  „IUCN Red List”. 2003. Accesat în 9 decembrie 2003.
49. ↑  WCMC. (1992). McComb, J., Groombridge, B., Byford, E., Allan, C., Howland, J., Magin, C., Smith, H., Greenwood, V. and Simpson, L. (1992). World Conservation Monitoring Centre. Chapman and Hall.
50. ↑  Jackson, D. B.; Fuller, R. J.; Campbell, S. T. (2004). „Long-term Population Changes Among Breeding Shorebirds in the Outer Hebrides, Scotland, In Relation to Introduced Hedgehogs (Erinaceus europaeus)”. Biological Conservation. 117 (2): 151–166. doi:10.1016/S0006-3207(03)00289-1.
51. ↑  Jones, R. F. (1990). „Farewell to Africa”. Audubon. 92: 1547–1551.
52. ↑  Wilkie, D. S.; Carpenter, J. F. (1999). „Bushmeat hunting in the Congo Basin: An assessment of impacts and options for migration”. Biodiversity and Conservation. 8 (7): 927–955. doi:10.1023/A:1008877309871.
53. ↑  The LUCN Red List of Threatened Species (2009).
54. ↑  Collins, Nick (12 aprilie 2012). „Chinese medicines contain traces of endangered animals”. Telegraph.
55. ↑  Estes, J. A.; Duggins, D. O.; Rathbun, G. B. (1989). „The ecology of extinctions in kelp forest communities”. Conservation Biology. 3 (3): 251–264. doi:10.1111/j.1523-1739.1989.tb00085.x.
56. ↑  Dayton, P. K.; Tegner, M. J.; Edwards, P. B.; Riser, K. L. (1998). „Sliding baselines, ghosts, and reduced expectations in kelp forest communities”. Ecol. Appl. 8 (2): 309–322. doi:10.1890/1051-0761(1998)008[0309:SBGARE]2.0.CO;2.
57. ↑  Krebs, C. J. (2001). Ecology (ed. 5th). San Francisco: Benjamin Cummings. ISBN 978-0-321-04289-7.

- FAO (2005) Depășirea factorilor de nesustenabilitate și exploatarea excesivă în sectorul pescuitului Raport privind pescuitul 782, Roma.ISBN: 978-92-5-105449-9ISBN 978-92-5-105449-9